# Davy Jeanney
Davy Jeanney, né le 6 décembre 1986 à Romorantin-Lanthenay (Loir-et-Cher), est un pilote automobile français, principalement actif en rallycross. Il est notamment devenu vice-champion d'Europe de rallycross en 2013, après avoir été sacré champion de France en 2010. Entre 2015 et 2016, il est engagé au sein du Team Peugeot-Hansen en championnat du monde de rallycross.

## Biographie

### Compétition au niveau régional, puis national (2005-2010)
Davy Jeanney a fait ses débuts en compétition automobile en 2005 au volant d'une Citroën Visa GTiet d'une SAXO GTS. L'année suivante, il est sacré champion UFOLEP de la région Centre, en autopoursuite. Il commence ensuite le rallycross et termine troisième de la Division 2 du Championnat de France de rallycross 2008. 
Il est promu pour la saison 2009 en division 1 A, et termine troisième du championnat sur une Peugeot 206 Super 1600. Après une 3e place au championnat de France D1A en 2009, Davy Jeanney se voit recruté par MTechnologies pour le championnat de France Division 1 2010 au volant d'une Citroën Xsara WRC. Il est sacré champion de France de rallycross, en 2010,.

### Passage au niveau international (2011-2014)
Il participe au Championnat d'Europe de rallycross, entre 2011 et 2013. En 2011, il termine dixième du championnat avec sa Citroën C4 Supercar, après avoir décroché deux podiums. En 2012, il termine quatrième du championnat, ex aequo avec Tanner Foust, troisième du championnat, comptant plus de victoires que le Français. En 2013, il réalise une nouvelle saison, toujours présent aux avant-postes, ce qui lui permet de finir vice-champion d'Europe de rallycross 2013, derrière le Russe Timur Timerzyanov,,. Il participe, depuis la saison 2014, au Championnat du monde de rallycross (World RX). Il ne réalise qu'une manche sur les quatre premières du calendrier, avec Albatec Racing, sur une Peugeot 208, faute de sponsors,. Mais à partir de la cinquième manche, en Suède, il participe au reste du championnat, sur une Citroën DS3 WRX de Monster Energy WorldRX Team.

### Pilote d'usine chez Peugeot en championnat du monde (2015-2016)
Deux semaines et demi avant le début de la saison du championnat du monde de rallycross, Davy Jeanney rejoint les rangs de l'écurie officielle franco-suédoise Team Peugeot-Hansen, remplaçant ainsi Timur Timerzyanov,. Lors de la première manche, au Portugal, Jeanney se qualifie pour la finale et parvient à terminer quatrième pour sa première course, en tant que pilote officiel Peugeot-Hansen. Après quelques places d'honneur, il remporte trois des quatre premières séries de la manche allemande, remporte sa demi-finale, avant de s'imposer en finale sur le circuit d'Estering devant Petter Solberg, le champion du monde en titre. Il devient ainsi le premier français à remporter une épreuve du Championnat du monde de rallycross. En août, sur le circuit Trois-Rivières du Canada, Davy Jeanney, aux avants-postes dans les séries, parvient à se qualifier pour les demi-finales, qui voient l'élimination de son coéquipier, premier après les séries, et de Petter Solberg ; en finale, le Français s'impose devant les VW Polo pour remporter sa deuxième épreuve en championnat du monde.
En 2016, Jeanney est reconduit au sein du Team Peugeot-Hansen, mais l'arrivée du nonuple champion du monde des rallyes Sébastien Loeb le contraint à intégrer l'équipe « B » avec pour coéquipier Kévin Hansen. Son programme sportif est également modifié : il ne participe qu'aux épreuves disputées sur le continent européen.
En 2017, il n'est pas reconduit par le Team Peugeot-Hansen, et se retrouve sans volant de rallycross pour l'année. Il effectue néanmoins une course avec l'équipe française DA Racing lors de la manche allemande du championnat, au volant de la Peugeot 208 WRX qu'il utilisait deux ans auparavant .

## Palmarès
- Champion de la région Centre d’auto-poursuite en 2005.
- Champion de France de rallycross en 2010 et 2023.
- Vice-champion d'Europe de rallycross en 2013.
- Deux victoires en championnat du monde de rallycross en 2015 (Estering et Trois-Rivières).

## Résultats détaillés en Championnat du monde de rallycross
| Année | Équipe                  | Voiture         | 1      | 2      | 3      | 4      | 5      | 6      | 7      | 8      | 9      | 10     | 11     | 12    | 13    | WRX | Points |
| ----- | ----------------------- | --------------- | ------ | ------ | ------ | ------ | ------ | ------ | ------ | ------ | ------ | ------ | ------ | ----- | ----- | --- | ------ |
| 2014  | Albatec Racing          | Peugeot 208 WRX | POR    | GBR 25 | NOR    | FIN    |        |        |        |        |        |        |        |       |       | 17e | 27     |
| 2014  | Monster Energy World RX | Citroën DS3     |        |        |        |        | SUE 23 | BEL 11 | CAN 10 | FRA 13 | ALL 23 | ITA 15 | TUR    | ARG   |       | 17e | 27     |
| 2015  | Team Peugeot-Hansen     | Peugeot 208 WRX | POR 5  | HOC 10 | BEL 9  | GBR 11 | ALL 1  | SUE 12 | CAN 1  | NOR 2  | FRA 11 | BAR 4  | TUR 5  | IT 10 | ARG 8 | 5e  | 201    |
| 2016  | Peugeot-Hansen Academy  | Peugeot 208 WRX | POR 11 | HOC 9  | BEL 11 | GBR 13 | NOR 11 | SUE 12 | CAN    | FRA 9  | BAR 12 | LET 10 | ALL 10 | ARG   |       | 12e | 86     |
| 2017  | DA Racing               | Peugeot 208     | BAR    | POR    | HOC    | BEL    | GBR    | NOR    | SUE    | CAN    | FRA    | LET    | ALL 18 | AFS   |       | 30e | 0      |

## Gallerie

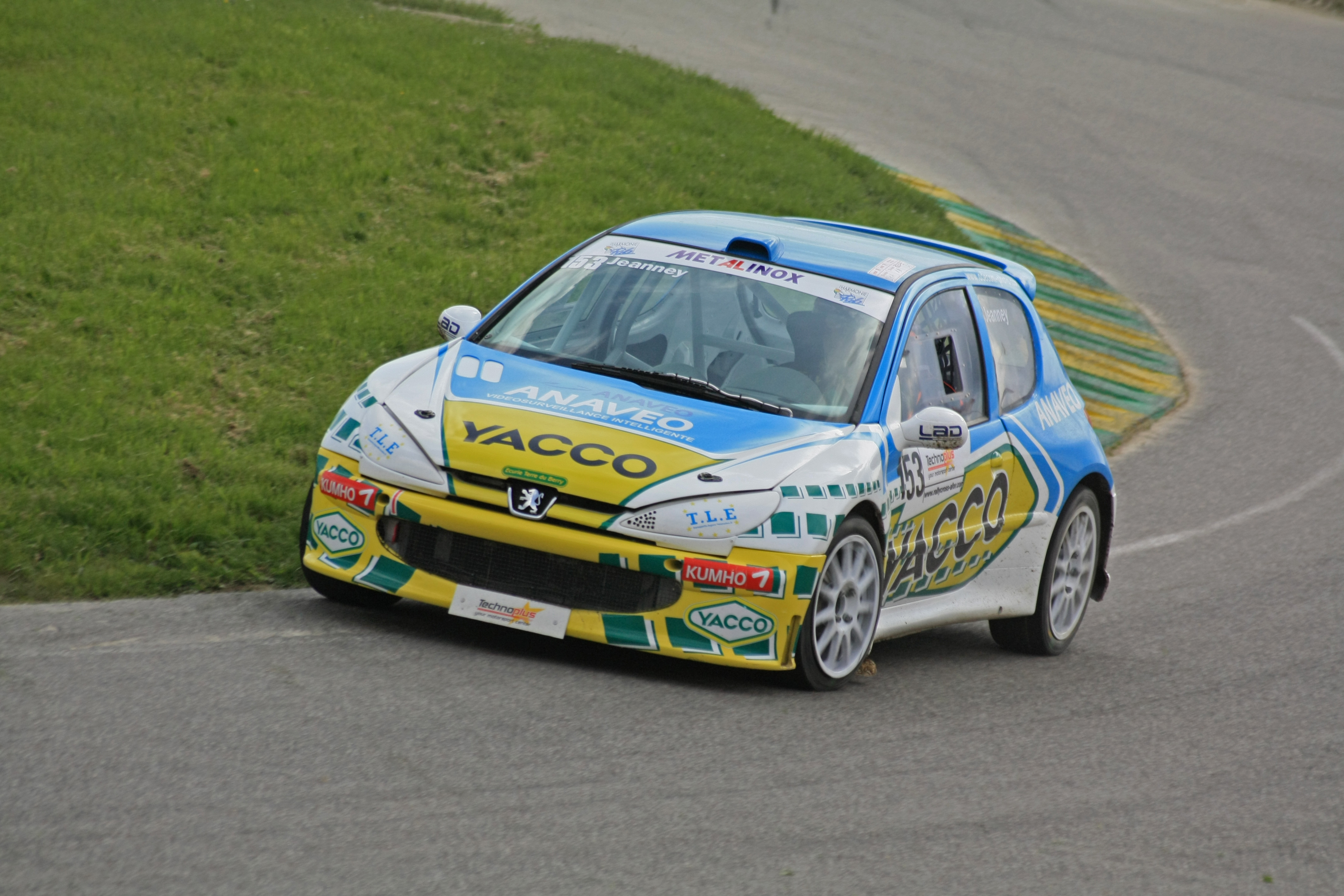
Davy Jeanney en 2009 sur une Peugeot 206 Super 1600.
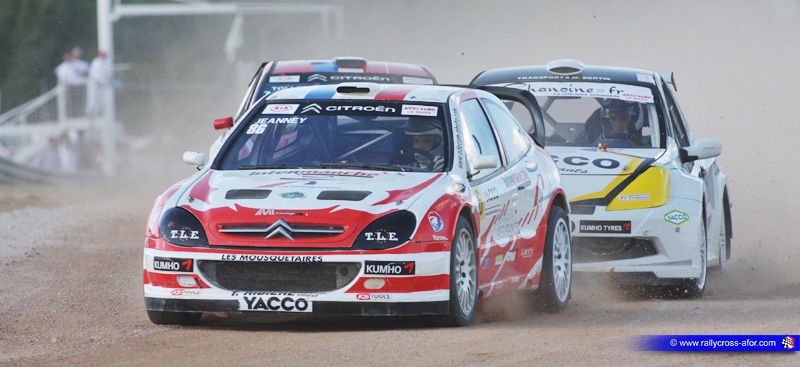
Davy Jeanney en 2010 sur une Citroën Xsara.
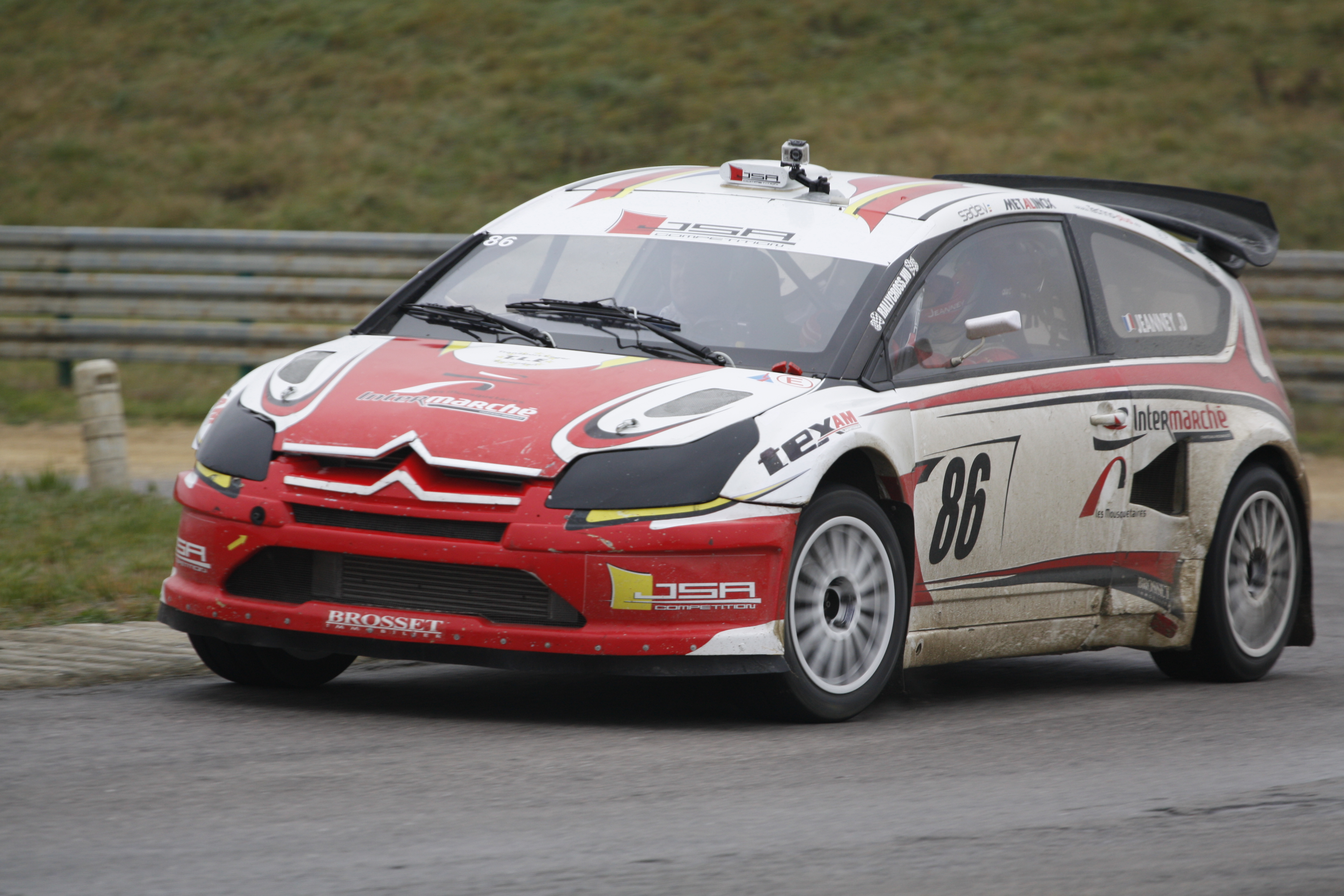
Davy Jeanney en 2011 sur sa Citroën C4 Supercar.
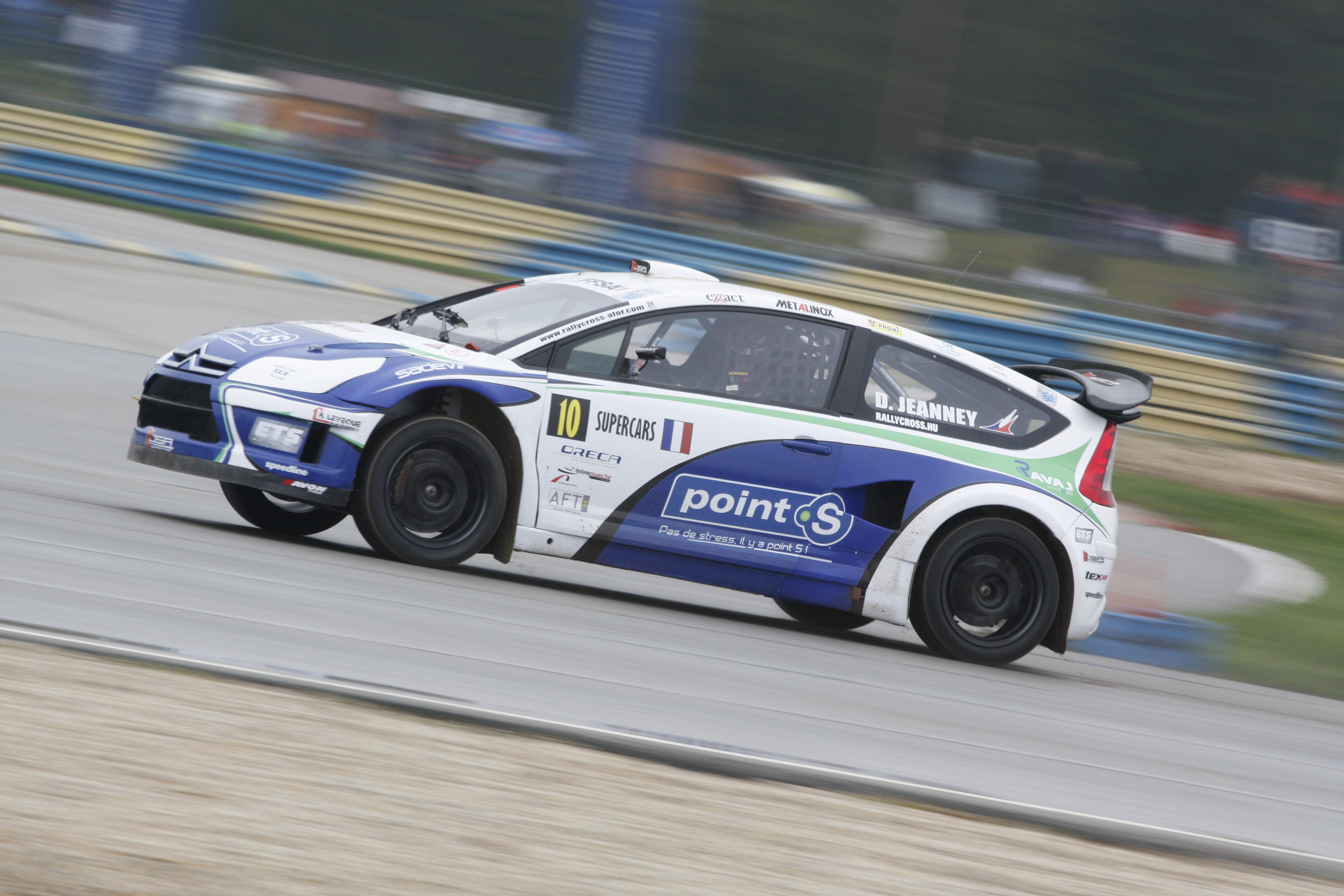
Davy Jeanney en 2012, reste avec sa Citroën C4 Supercar.
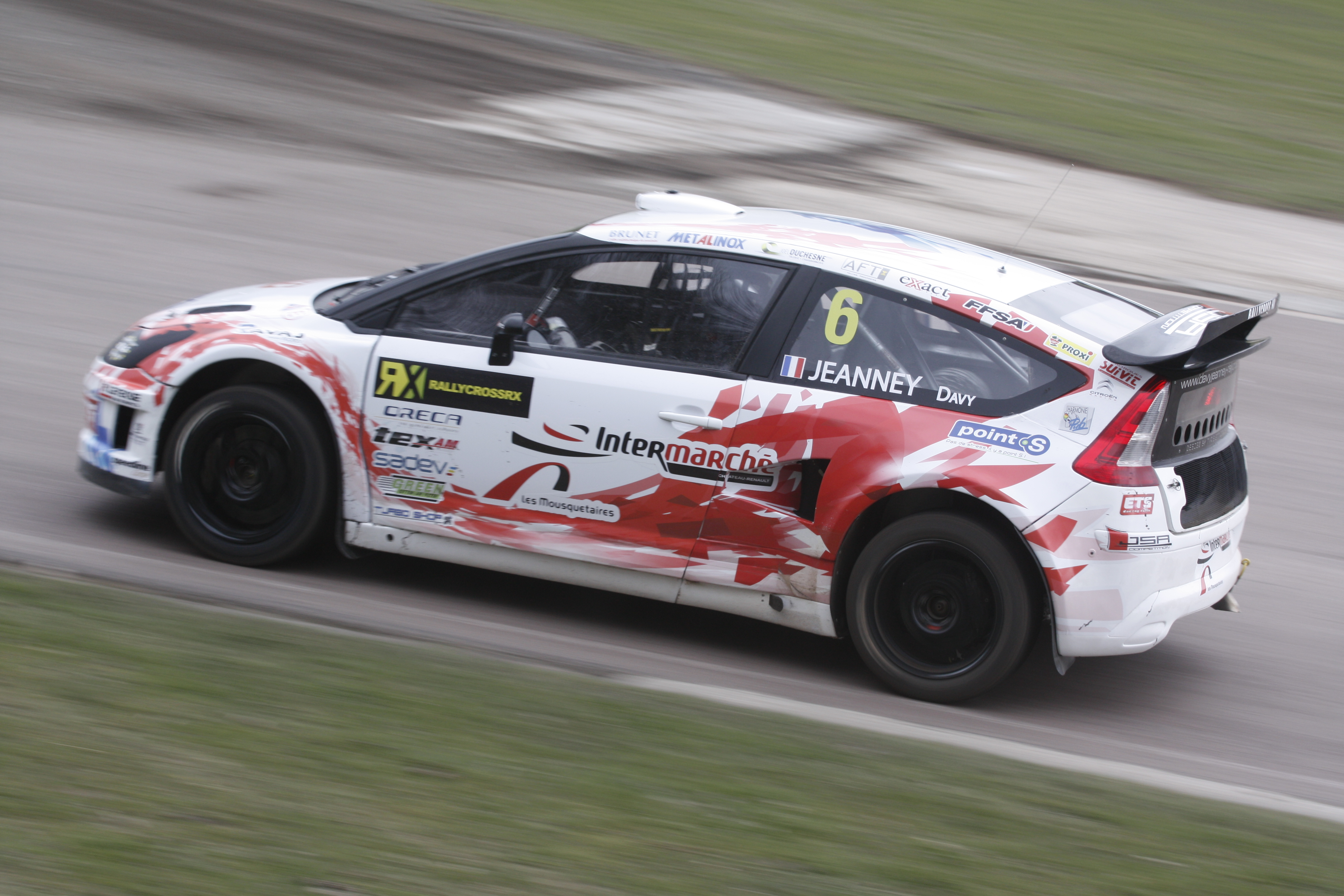
Davy Jeanney en 2013, pour sa dernière saison avec la Citroën C4 Supercar.
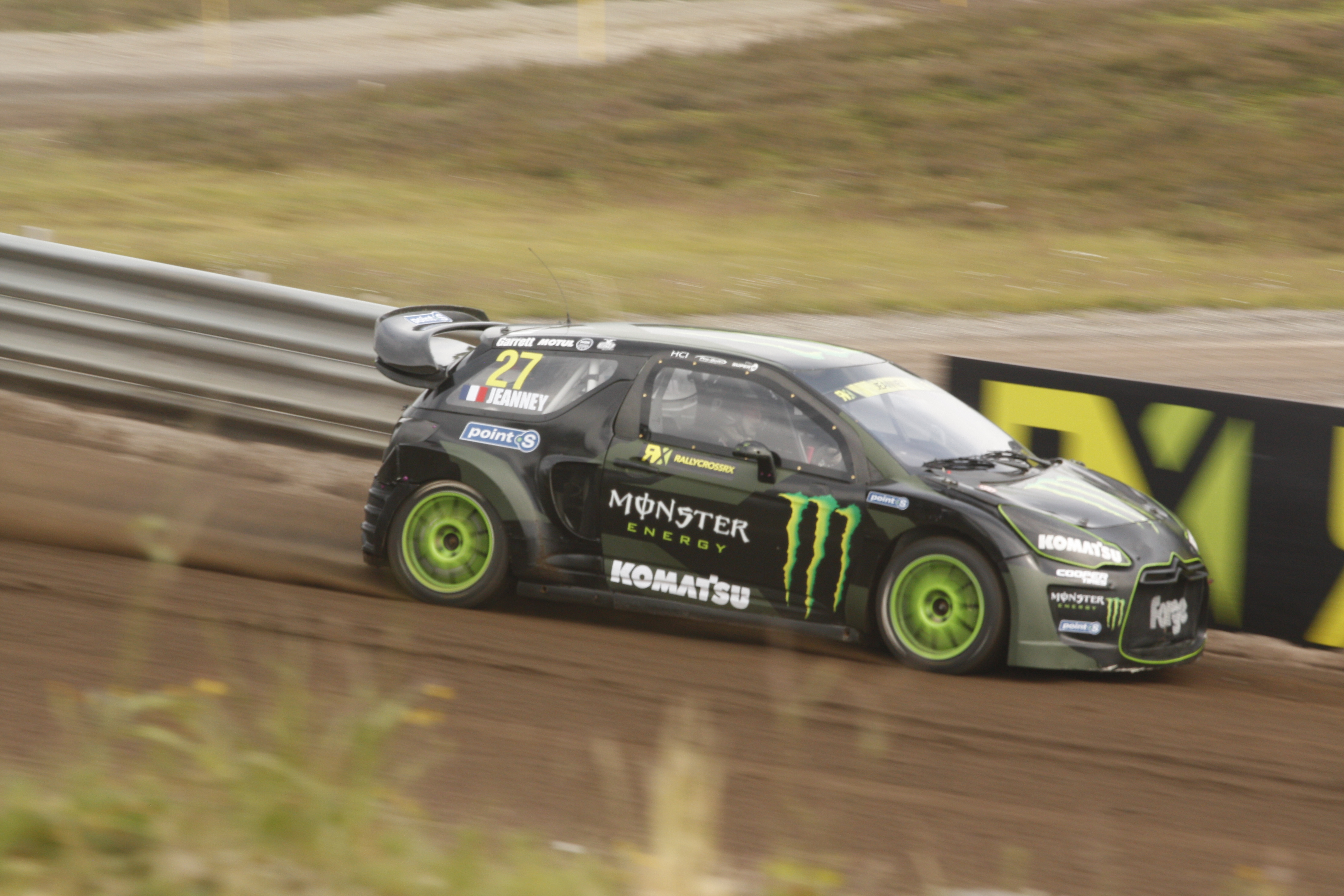
Davy Jeanney en 2014, sur une Citroën DS3 Supercar pour le WorldRX.
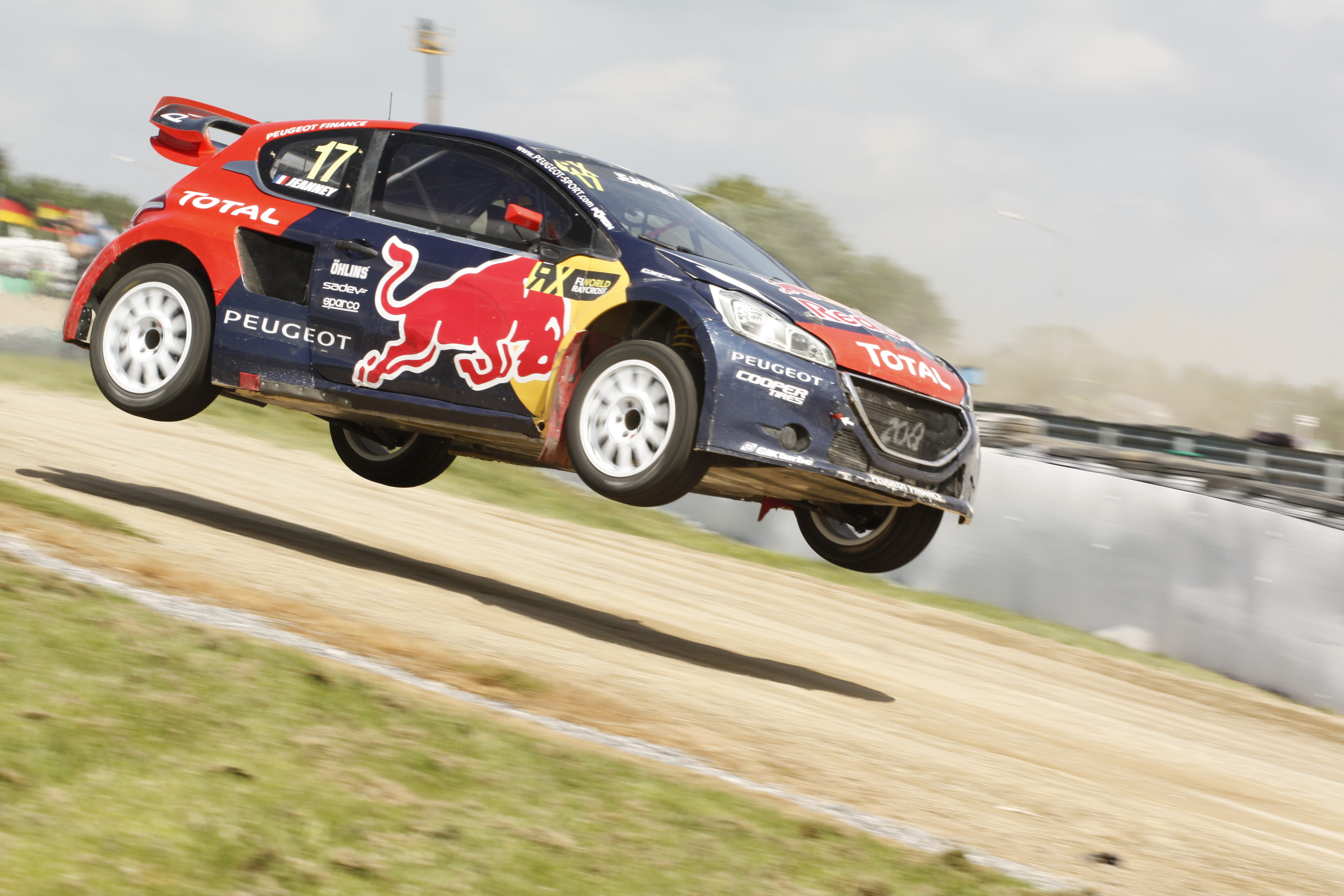
Davy Jeanney en 2015 sur une Peugeot 208 WRX du Team Peugeot-Hansen, en WorldRX.